# ルクセンブルクのユーロ硬貨

ユーロのシンボル

ルクセンブルクのユーロ硬貨（ルクセンブルクのユーロこうか）では、ルクセンブルクにおけるユーロ硬貨について記述する。
ユーロ（EUR, €）は、欧州連合に加盟しているルクセンブルクを含む多くの国で使われている通貨である。
ユーロ硬貨の片面はユーロ圏全域共通のデザイン、もう片面は各国の独自のデザインとなっている。各国共通の表面の詳細はユーロ硬貨を参照。2ユーロ硬貨以外の縁（へり）のデザインもまた、全域で共通である。独自デザインとされている裏面も、欧州連合を象徴する12個の星と発行年を西暦で表示することは共通である。
ルクセンブルクのユーロ硬貨は、いずれもアンリ大公がモチーフになっており、3種類のデザインが採用されている。また、国名がルクセンブルク語で"LËTZEBUERG"と記されている。
| € 0.01             | € 0.02             | € 0.05                                                                               |
| ------------------ | ------------------ | ------------------------------------------------------------------------------------ |
| アンリ大公の肖像画 |                    |                                                                                      |
| € 0.10             | € 0.20             | € 0.50                                                                               |
| アンリ大公の肖像画 |                    |                                                                                      |
| € 1.00             | € 2.00             | € 2の縁（へり）                                                                      |
| アンリ大公の肖像画 | アンリ大公の肖像画 | € 2硬貨の側面部には、数字の"2"と2つの星印が6回繰り返し刻印されている。星は合計12個。 |